# Sclerophthora macrospora
Espèce
Sclerophthora macrospora est une espèce de protistes de la classe des oomycètes et de la famille des Peronosporaceae, à répartition cosmopolite. Ce pseudo-champignon est l'agent pathogène responsable d'une maladie cryptogamique, le mildiou des céréales, qui affecte les céréales et diverses espèces de graminées.

## Synonymes
Selon Catalogue of Life (19 janvier 2017)
- Kawakamia macrospora (Sacc.) Hara, 1915
- Nozemia macrospora (Sacc.) Tasugi, 1931
- Phytophthora macrospora (Sacc.) S. Ito & I. Tanaka, 1940
- Phytophthora oryzae (Brizi) Hara, 1939
- Sclerophthora macrospora var. macrospora (Sacc.) Thirum., C.G. Shaw & Naras., 1953
- Sclerospora kriegeriana Magnus, 1896
- Sclerospora macrospora Sacc., 1890
- Sclerospora oryzae Brizi, 1919.